# 粉紅豬一家親
《粉紅豬小妹》（英語：Peppa Pig）是一部英國學前電視動畫系列，由Astley Baker Davis創作、導演和製做，並由E1 kids發行。于2004年5月31日首播，暫停2年後，於2006年播出新一季，截至2019年共播出6季312集，另外有3集特別篇。该動畫共於180個地區播放，曾獲2005年英國電影和電視藝術學院最佳學前動畫獎和2005年安錫國際動畫影展最佳電視動畫獎。
2021年10月22日，小猪佩奇官方发行《我的好友小猪佩奇》PC电子游戏，并在Steam平台出售。

## 背景

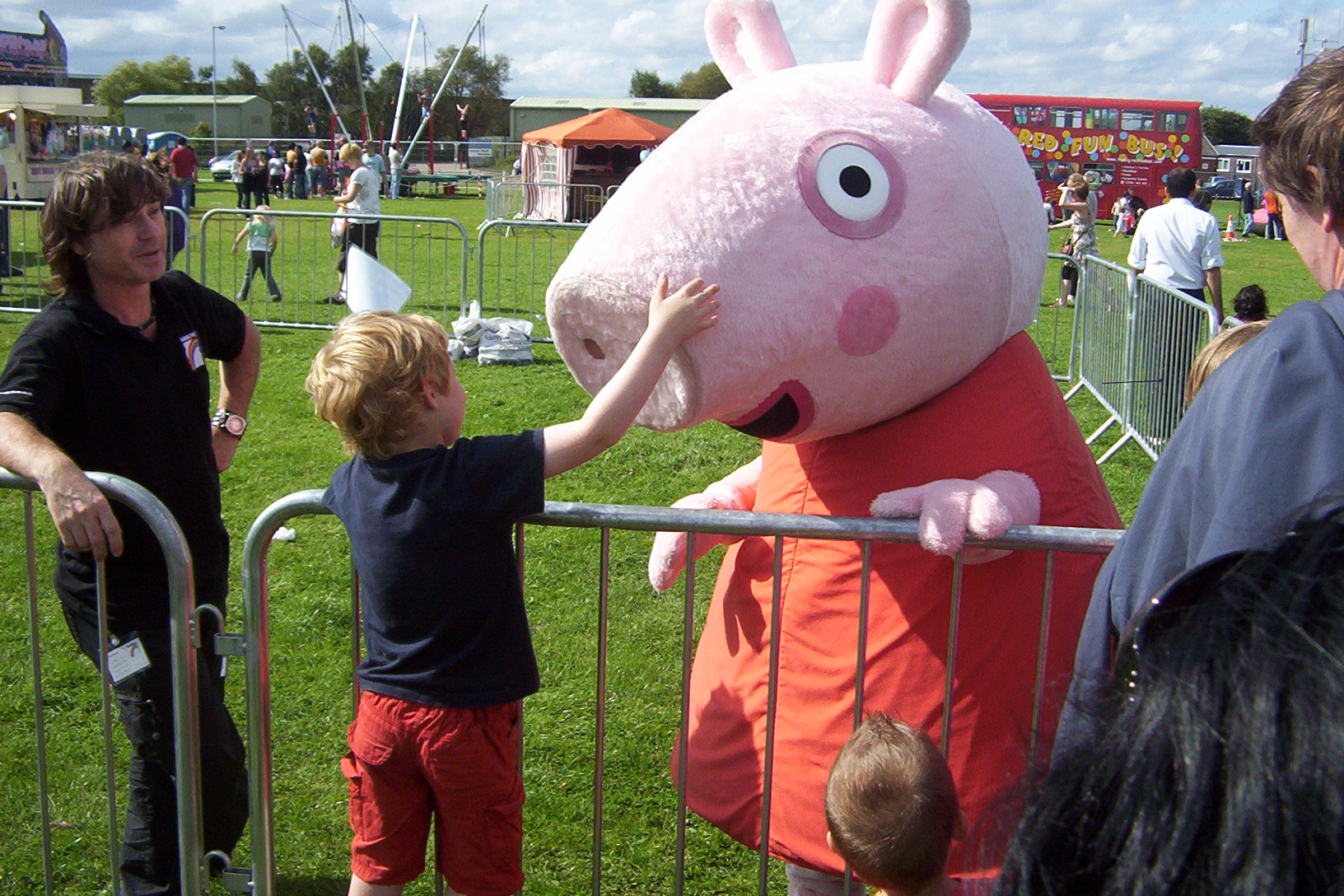
Peppa的人偶装

《小猪佩奇》每集長度約6分鐘，故事圍繞一隻名叫Peppa的擬人化豬女孩以及她的家人和朋友。她的朋友都是不同種類的哺乳類動物，如貓、狗、兔等，而且都跟她同齡。而她弟弟George也有另一群與他同齡的朋友。故事內容環繞在日常生活，比如小孩們參加學前遊戲班（playgroup）、游泳、探訪祖父母和表親、在遊樂場玩耍、踏單車等等。
動畫裡的角色都像人一樣穿著衣服，住在屋子裡，有些也會開車，但同時仍保留其動物的特性。例如，Peppa和她的家人說話時，不時會像豬一樣嚄嚄叫，而其他動物角色也會發出各自的叫聲，有些更會展現其他特性，比如兔子角色除了說話時會吱吱叫外，也喜歡吃紅蘿蔔。稍為例外的是兔子們住在山上的洞窟裡，雖然他們的洞窟都像人類的屋子一樣有窗戶和家具。各種角色尷尬時都會臉紅，而嘴巴都會表達悲傷、喜悅、憤怒、困惑等情緒。雖然動畫裡的哺乳類動物大多是是擬人化角色，其他動物卻並非如此，例如鴨子、烏龜小提、鸚鵡Polly、金魚小金等。動畫的旁白由John Sparke負責，他的旁白加強了劇情的喜劇效果，例如在不幸的事情發生（比如George開始哭鬧）時加上一句「Oh，慘了 ！」，或者角色做出危險的行為（比如Peppa騎單車時不望著前方）時大喊「小心 ！」
第一季共52集於2004年5月31日起在英國第五台播放，而在美國，則於2005年8月22日在卡通頻道的Tickle-U學前電視節目環節首播，其後於2007年12月和2008年1月在Noggin頻道（後來的尼克幼兒頻道（Nick Jr.））播放。在英國、葡萄牙、意大利、比荷盧、斯堪的納維亞和澳洲也在Nick Jr.頻道上播放。
第二季共52集於2006年9月4日起播放。Cecily Bloom取代Lily Snowden-Fine成為Peppa的配音員，其他角色配音也稍有調動。第三季於2009年5月4日在英國第五台兒童節目《MilkShake》中播放，Peppa的配音員改為Harley Bird。

## 評價
動畫作家阿倫·基爾比（Alan Gilbey）評論《小猪佩奇》的成功部份歸因於動畫有家庭的感覺。他說「畫風沒有太商業化。Peppa這角色也與別不同，簡單但令人喜愛……動畫將一個家庭的互動，以詼諧的方式反映出來。家長也會看得很開心，因為他們看出裡面更深一層的意味。」 Peppa和她的家人在前兩個系列中沒有繫安全帶。 在收到幾起投訴後，阿斯特利貝克戴維斯宣布所有未來的動畫將包括繫安全帶的人物，並且前兩個系列中的相關場景將被重新製作以包含它們。[13] 類似的變化也發生在早期劇集中，角色騎自行車增加了安全帽，這些都沒有包含在原始版本中。
2010年4月，在英國大選期間，E1娛樂公司確認Peppa不會參加英國工黨家庭宣言的發布，“以避免任何爭議或誤解”。  Peppa之前曾被用來推動工黨政府的Sure Start計劃。
2012年，澳大利亞廣播公司收到一份投訴稱，“Mr. Skinnylegs”一集不適合澳大利亞觀眾，因為它鼓勵與蜘蛛交朋友。 鑑於一些常見的澳大利亞蜘蛛具有毒性，該投訴得到了支持，並限制該節目在ABC的電視網絡播出。
2014年5月下旬，澳大利亞廣播公司的馬克斯科特表示擔心Peppa在澳大利亞電視台的未來，因為澳大利亞聯邦預算削減了ABC資金，這些資金據說會影響其支付和播放海外媒體產品的能力，例如Peppa 豬。 澳大利亞媒體注意到該角色對澳大利亞幼兒的吸引力，並回應了對其澳大利亞分銷權未來的擔憂。 澳大利亞聯邦農業部長巴納比·喬伊斯（Barnaby Joyce）將這個角色作為泰國餐廳的菜單項目，而保守派專欄作家皮爾斯·阿克曼（Piers Akerman）認為，Peppa“推動了一個奇怪的女權主義界線”。[16]  2014年5月28日，當時的通訊部長馬爾科姆·特恩布爾通過推特說：“與媒體謠言相反，Peppa's是我們很高興在ABC低谷中獲得的一個口號”。  
在2015年9月期間，漫畫再次進入了政治模仿領域，正如評論員在揭示圍繞戴維•卡梅倫（David Cameron）的所謂的豬門事件醜聞時所引用的那樣。2015年早些時候，前英國衛生部長Norman Lamb表示，像Peppa Pig這樣的節目應該包括同性戀角色，因為在兒童電視中可以接受的關係是任意界限“不公平”。
“英國醫學雜誌”在其2017年聖誕節版中發表了一篇輕鬆的文章，該文章表明雖然該計劃包括許多“積極的公共衛生信息，鼓勵健康的飲食，鍛煉和道路安全”，但卻存在“導致不切實際的風險”的風險。 對初級保健的期望“通過描述全科醫生布朗熊醫生，一旦接觸到明顯瑣碎的疾病，並且過於自由地分配藥物，就會進行非工作時間的家訪。負責Peppa Pig的媒體公司在接觸英國廣播公司的文章時沒有發表任何評論。

## 殊榮
- 英國電影和電視藝術學院最佳學前動畫獎，2005年
- 安錫國際動畫影展最佳電視動畫獎，2005年
- 英國電影和電視藝術學院最佳兒童演出獎，2011年 － 哈莉·貝特

## 播出

### 中国大陆
在中国大陸，本节目被译作。2015年6月23日在中国中央电视台少儿频道首播。2016年起在湖南广播电视台金鹰卡通频道启播。2018年1月1日在上海广播电视台炫动卡通卫视播出，同年1月25日在广东广播电视台嘉佳卡通频道播出。网络平台方面由腾讯视频、优酷、爱奇艺、乐视播出。优酷方面前两季为正常的52集一季，从第三季起按照26集一季播出

### 香港
香港HMVOD有提供粵語版第一、二季的播放，香港電視娛樂ViuTV由第二季开始播放
| ViuTV 星期四、五 17:30－18:00 節目 | ViuTV 星期四、五 17:30－18:00 節目      | ViuTV 星期四、五 17:30－18:00 節目 |
| ---------------------------------- | --------------------------------------- | ---------------------------------- |
|                                    | 粉紅豬小妹2 （2020年10月1日－10月30日） |                                    |
| 超變戰陀 第27－40集                | 快樂童盟                                |                                    |

## 流行文化
2018年年初，在中國大陸被一些網民在一些短视频平台（如快手、抖音）恶搞，成了不務正業、沾染了社會不良氣息的年輕人的標誌，其形象被製作成各種段子、表情包和短視頻，不少網民甚至在身上纹上佩奇图案。这是2017年中国大陆流传的表情包“社会社会”、流行语“社会人”、“社会我XX”以及流行歌曲《社会摇》的潮流延续。此后一度传出抖音封杀小猪佩奇的传闻，但是遭到抖音的否认。
2018年7月，国家电影局批准电影的立项。该电影将于2019年春节期间上映。电影导演拍摄短片作为电影的宣传片，在中国社群网站刷屏。不少网友评论说，联想到自己家人而感动。不过，也有网友认为这仅是一个“煽情”的广告片。

## 外部連結
- 官方网站
- 互联网电影数据库（IMDb）上《Peppa Pig》的资料（英文）
- 豆瓣电影上《粉紅豬一家親》的資料 （简体中文）
- 啥是佩奇【官方完整版】 （页面存档备份，存于）